# D・N・ANGEL
『D・N・ANGEL』（ディー・エヌ・エンジェル）は、杉崎ゆきるの漫画作品及びこれを原作とするメディアミックス作品。『月刊ASUKA』（KADOKAWA / 角川書店）にて1997年から2021年まで連載された。2021年1月時点で電子版を含めた累計発行部数は450万部を記録している。
長期休載を二度挟んでいるが、2018年7月号より連載を再開した。連載再開以降を収録した第16巻については2019年1月に電子書籍形式で先行発売されているが、紙製の単行本は2019年3月に刊行された『月刊ASUKA』5月号の付録として同梱される以外のリリース予定は無い。
2021年1月から同年5月にかけて完全版全10巻の発売が予定されている。完全版は紙版で発売された第1巻から電子版で発売される最終巻までの内容が収録される。
2003年にはテレビアニメがテレビ東京系列で放送された。

## あらすじ
中学2年生の丹羽大助は14歳の誕生日に初恋の原田梨紗に告白したが、即刻断られ、玉砕する。その夜、梨紗のことを強く思うと大助の体に異変が起きる。好きな異性への恋愛感情が高まると、恋愛遺伝子の副作用で伝説の大怪盗のダーク・マウジーに変身してしまう体質となったのだ。それもそのはず、丹羽家は江戸時代から続く怪盗稼業の名家だった。その日から大助の普通の中学生と数々の美術品を華麗に盗んでいく大怪盗の二重生活、そしてクラスメイトの日渡怜に追われる日々が始まった。

## 登場人物
声優名はアニメ、ドラマCDの順。

### 丹羽家
丹羽大助（にわ だいすけ）
声 - アニメ：入野自由、幼少時：金田朋子 / CD：保志総一朗
本作の主人公。東野第2中学2年生。誕生日は11月11日。血液型O型。
14歳の誕生日に梨紗にラブレターを渡すが、フラれてしまう（アニメでは渡す前にフラれる）。その夜にその事を強く思った事で、大怪盗ダーク・マウジーへと変身したことをきっかけに運命は大きく変わっていく。
穏やかで優しい性格。少し気弱な部分もあり頼みごとを断れない事が多く、よく冴原に便利使いされている。基本的に初心なので女の子と一緒にいると顔が赤くなることが多い。友人思いであり、倒れた日渡を介抱した時や梨紗が攫われた際は、周囲の反対を押し切る頑固な一面を見せた。また、こうと決めた時の行動力は普段とは一線を画す。梨紅曰く「へらへらしてて時々ぬけてるけど、いつだって一生懸命」。ダークを筆頭とするトラブルメーカー揃いの周囲に振り回されてもめげない精神力の持ち主でもある。
丹羽家は家業で14歳から大怪盗を継がなければならないため、彼も小さな頃から怪盗としての修行や鍛錬を施されてきた。そのため身体能力は見た目とは裏腹に高く、豪邸の入り口の扉を飛び越えるなどしていた。また、指先が器用なので手品などが得意だが、トワちゃん曰く「絶対秘密のスキル」なので人前で披露することは無い。今でもなお丹羽家には彼を成長させるため大きな罠や仕掛けが存在する。天然ボケだが常識人でありそのため基本的に怪盗家業には否定的で、「盗みはやだ」「刑務所送りになる」と言うほど。
学校では、しばしば冴原や原田姉妹に振り回される平和な学生生活を過ごしている。美術部に在籍しており、確かな技量を持つ。たびたびコンクールに応募しているが、入賞は逃している。顧問の先生や日渡、原田姉妹は、彼の絵を好いている。フリーデルトは彼の絵には力（インパクトではなく魔力のようなもの）がある事をほのめかしている。
前述の通り14歳の誕生日に梨紗にフラれてしまう。その後も思いを寄せるが、セントホワイト祭の梨紗の言葉に傷つき塞ぎ込んでしまう。しかしダークの説得で立ち直り（その間、外見は彼でも人格だけダークという事態になった）、その過程で梨紅への想いに気づき告白、恋人同士になる。しかし、梨紅がダークを嫌っている上に彼がダークではないのかと疑っていることも知っているため、好きな人を騙し続けなければならない事に苦悩している。
当初は得体の知れない日渡のことを非常に怖がっており、彼とは立場上敵対しているが、それがなければ普通の友達になれたのだろうと思っており、倒れた日渡を家へ連れ帰って泊めたり、翌日失踪した後も身を案じ続けている。学校でも一緒にいることが多く、周囲にお互いの関係を隠しながらも時折美術品関連の話もする。また、日渡が残り少ない命だと知り、なんとかしたいと思っている。
原作の終盤では仲間たちが次々と石化していくのに対しクラッドとの決戦に向かう。そしてダークの最期を見届けて海外に留学することになった梨紅とファーストキスをし、高校に進学した。
イニシャルは「D・N」。
ダーク・マウジー〔Dark Mousy〕
声 - アニメ：置鮎龍太郎 / CD：小野坂昌也
大助が好きな女の子の事を思うと変身してしまう人物。姿も人格も変わる。大助とは何度もぶつかってしまうが、信頼関係が崩れる事はない。丹羽家の男子を翼主（テイマー）にする、美術品。魔術を使う事も出来る（翼主への負担が大きいため、極力使わない）。また、仕え魔（ウィズ）に命令する事で黒い羽で飛ぶ事が出来る。かなりの男前だが女たらしである上一般常識が欠如しているせいでよく問題を起こすため、大助が頭を抱える事も多々ある。
基本的に氷狩の一族を敵視しており、クラッドはもちろん翼主も同様である。そのため、自分（大助）の周りの人間に危害が及ばないように行動を起こす事もある。
実は氷狩の祖の最後の美術品「黒翼」の半身。氷狩の先祖が黒翼の完成のための儀式を行おうとしていた時に現れた、丹羽の先祖に「呪い」という形で宿った「もう一人の自分」（原因は儀式の失敗による魔力の暴走）。それにより遺伝子異常の呪いで、丹羽の一族は恋愛の成就が困難になった。しかし、なぜ半身であるはずのクラッドと敵対しているかは謎である。
アニメでは黒翼を封じるためにクラッド共々人柱になり消滅した。
小説では自分の宿命に対してもの悲しい事を呟いている。
一見クールに見えるが、実際は自分に誕生日プレゼントは無い事でひがむなど、かなり大人気ない所もある。
ウィズ〔With〕
声 - アニメ：? / CD：豊口めぐみ、田村ゆかり（decade）
丹羽家のペット兼ダークの仕え魔。100歳以上。ダークの翼になったり、大助やダークに変身できる。言葉を話すのが苦手で「ダイスケ」を「ダイスキ」と言ってしまった事もある。また怖いものや水が苦手で、突然暗闇になっただけで気絶した事がある。好物は苺。
鳴き声は「キュウ」。
アニメでは終盤日渡の養父の策略によりトワ共々石化してしまったが、ダークとクラッドが消滅した際元に戻った。
丹羽笑子（にわ えみこ）
声 - アニメ：玉川紗己子、幼少時：川田妙子 / CD：永島由子
大助の母。大助とは対照的な、とても明るい性格。前向き思考な所は母子でとても似ている。37歳。自分が丹羽家の娘として生まれ、怪盗になれないという宿命（男でなければなれない）を知り傷ついていた時期もあるが、前向きな思考で頑張ってきた。ダークが怪盗業に出る際は張り切って衣装を着せる（ダークも彼女の境遇を知っているため、彼女が選ぶ衣装を文句を言わずに着ている）。大の買い物好きで、一度買い物をすると止まらない。「大怪盗の母親」という事でとても誇りに思っているらしい（やや過保護な一面が見られることもある）。
ダークの予告状は彼女が出しており、大助に了承を取らないため大助は予告状に振り回されている。盗品の管理や保管も彼女が行なう。大助の怪盗家業の周辺のサポートを行なっている。氷狩に関してはダークに負けず劣らず敵対的で、大助に再三警戒を促している。
丹羽大樹（にわ だいき）
声 - アニメ：青野武、40年前：平松広和 / CD：丸山詠二、40年前：麦人
大助の祖父。笑子の父親である。54歳。厳格そうに見えるが、性格は笑子と同じで全面的に明るくアグレッシブ。ダークの前翼主でもある。高齢だが大助の怪盗業のアシストをする事も。変装が十八番。なお、妻は笑子を産み、程なくして死去している（漫画版にてダークが大助に教えているシーンがある）。この事が笑子を追い込む一因となっていた。
一度だけ彼がダークの予告状を出した事がある。
丹羽小助（にわ こすけ）
声 - アニメ：寺杣昌紀 / CD：関俊彦
大助の父親で丹羽家の婿養子。髪型や性格が大助と似ており、大助は父親似という事になる。考古学者をしている。37歳。
大助同様ややぬけた一面があるが、大助にとっては頼れる父親となっている。しばらく家に帰っていなかったが、帰ってきてからは積極的に家族に馴染んでいる。
ダークを諫められる唯一の存在で、彼との初対面時に魔力を抑える指輪をはめたことがあった。
妻の笑子とは出会った経緯が深いためもあってか、呆れながらも仲が良いようである。大昔に魔法と呼ばれた効果をもたらす美術品を多数所持しており、大助や日渡をサポートする美術品を与えた事もあった。氷狩に対してはやや寛容的で、大助が日渡と手を組む際も大助の意思を尊重している。
もともと丹羽家の人間ではないため、丹羽と氷狩の確執についてどちらでもない別の立場からこそ、見えてくるものもあると思っている。ただし、気が強くしがらみに囚われている妻や義父にはあまり意見できない模様。
アニメではダークとクラッド、そして黒翼について長時間調べていたため過労で倒れてしまったが、ダークとクラッドが黒翼を封じ消滅した際回復した。
丹羽大世（にわ たいぜ）
大助の先祖の1人で、歴代の怪盗ダークの中で唯一どの美術品も盗まなかった人物。そのせいで一族からは半端者呼ばわりされていたが、ある事件をきっかけに盗むことを決意する。優と出会うまでは誰かを本気で好きになったことはなく、退屈な日々を送っていたが、彼女と出会い、初めて本気で恋心を抱くようになる。

### 氷狩家
日渡怜（ひわたり さとし）
声 - アニメ：石田彰 / CD：関智一
中学生ながらに警察のダーク捜査の総司令。14歳。既にオリーバー大学を首席で卒業。丹羽家とは代々因縁のある「氷狩家」の最後の生き残り。日渡警視長に養子として引き取られたため「日渡」の姓を名乗っている。丹羽家とは対立しており、最初は騙すつもりで大助に近づいていたが、彼の優しさに触れ、のちに個人的な友情を抱くようになる。ダークにもそれほど悪感情は抱いておらず、公平な賭けをしたり利害が一致した際には協力関係になる事もある。梨紗のことは大助の時同様騙すつもりで近づいたが、行動を共にするうちに好意を抱くようになる。体内にはクラッドというダークの半身（というより、二つで一つのもの）が存在するが、大助とダークのように信頼と言ったものはなく忌み嫌っている。母親は氷狩理緒（ひかり りお）。現父に対してはあまり良い印象を持っていない。
氷狩の一族の呪いにより短命であり、それほど時間が残されていない。だが大助がいてくれたおかげで先祖や丹羽の一族を憎まずにいられたと思っている。そのため大助のことをとても大切に思っている。一度丹羽家に来た際、昔から相手をなんとも思わない実家の面々とは雲泥の差とも言える丹羽家の親切さに触れ、家族の暖かさを感じ取った。
彼の私生活は質素極まりないもので、ダークに「地味すぎる」と言われた。
クラッド〔Krad〕
声 - アニメ：草尾毅 / CD：松野太紀（A Legend of Vampaireのみ）　
ダーク・マウジーの半身。ダークとは対照的に黒い翼ではなく、白い翼を持つ。そのためメディアからは「白いダーク」と呼ばれている。丹羽家とは因縁があり、ダークのライバルである。翼主（テイマー）である日渡の体を蝕もうとしている。故に「天使の顔して悪魔だ」とダークに称される事もある。一度ならず大助を殺そうとした事がある。アニメでは冴原や原田姉妹に危害を加えるなど冷酷さが強調されている。ダークは丹羽家の男子にしか覚醒しないが、クラッドは女性でも覚醒する（日渡の母親である理緒の時にも覚醒している描写がある）。
氷狩の祖の最後の美術品「黒翼」の半身。黒翼完成の最後の儀式の失敗により、吹き込むはずだった魔力が暴走、「呪い」という形で氷狩に宿った「もう一人の自分」。短命の呪いによって氷狩を一族抹殺の道に追い込んでいる。彼が翼主の負担になるにもかかわらず躊躇なしに魔術を行使するのは、ここに理由がある。
アニメでは日渡の養父とよく手を組む描写があり、そのため日渡には原作以上に忌み嫌われていた。
名前の由来はダーク (Dark) の綴りを逆にしたクラッド (Krad) 。
桧尾みお（ひお みお）
声 - 川田妙子
アニメ版オリジナルキャラクター。大助のクラスに転入してきた女の子、アメリカから帰国したらしく英語が入り乱れた奇妙な日本語を話す。性格は天真爛漫、自分勝手かつ破天荒。本人曰く大助に一目惚れしたらしく、大胆にかつ積極的に大助にアプローチを仕掛けてくる。周りの状況を無視した破天荒な行動が影響して梨紅に注意される事もしばしばあった。その正体は一時的に仮の命を与えられた人形。ある儀式によって大助の命と引き替えに本当の人間としての命を得ることが約束されていた。しかし大助の優しさに触れた結果、他人の命を奪って人間としての命を得る事に疑念を抱き、最終的には断念・消滅してしまう。最終話では原田姉妹の導き手となる重要な役割を担った。
日渡（ひわたり）
声 - 小山力也
日渡の養父。26歳だが警視長に就いており、最高幹部候補と噂されている。怜がダークを担当している（総司令に着任できた）のは彼の権限によるところが多い。アニメでは黒幕として暗躍しており、黒翼を使って世界征服を目論んでいた。しかしみおに阻まれた挙句ダークとクラッドの自己犠牲により野望を絶たれ死亡。
朗らかな顔で笑みを絶やさないが、裏の意味があることも見て取れる。クラッド同様、大助を卑劣な手で陥れようとすることが多い。文化改革のことを「芸術のわからない人間の愚かしい行為」と批評している。
素性が一切不明な作中で最も謎の多い人物。怜にすらも「本名も経歴も全く知らない」と言われることもあった。大昔に彼に酷似した氷狩家に仕えるブローカーがいるが、真相は定かではない。
その正体は怜の先祖の弟子にして最初の作品のエルムルート。氷狩一族の人間を見守っていた。最終決戦でクラッドと対峙するも彼に殺害される。その際、自身が怜の父親であることを息子に語った。
氷狩深青（ひかり ふかみ）
怜の先祖の1人。天才だが頑固で神経質な上にぶっきらぼうな性格。上述の通り頑固者だが、使用人の優と出会い、心を開くようになる。優が大世と出会い、親密になっていくことに不安を覚え、一度は閉じ込めるが、最終的には彼女の意思を尊重し男らしく身を引いた。
優（ゆう）
深青に使える使用人の少女。耳が遠いため、よく失敗をやらかしていた。深青に忠誠を誓っていたが、大世と出会い、2人の間で心が揺れる。最終的には大世を選び、彼と結ばれた。

### 東野第2中学校
（あずまのだいにちゅうがっこう）
原田梨紅（はらだ りく）
声 - アニメ：中山さら / CD：今井由香
原田梨紗の双子の姉。14歳。大助と梨紗とは同じクラス。梨紗とは対照的に活発な性格で、洋服などの趣味も全く違う。2年間、別々の場所で暮らしていた事がある。大助と両思いになり、恋人同士となる。ダークの事は初対面時に下着姿を見られて以来（アニメではキスをされた）、「チカンッ!!」「変態!!」などと言うほど大嫌い。大助がダークである事は知らないものの大助とダークの関係性の多さから、最近になって疑い始めている。梨紗がダークとデートするのを機会に、真実を確かめるために大助をデートに誘った。幼い頃に大助と出会っていて、彼が怪盗の技術を発揮しているのを目撃しているが、その子が大助である事は知らない（それでも少し似ていると思っている）。
学校ではラクロス部に在籍。しかしアニメでは、ラクロスのラケットの描き入れがあまりにも複雑で動きを入れるのは困難だった為、OPのみとなっており劇中では陸上部のようなシーンしか描かれていない。
原田梨紗（はらだ りさ）
声 - アニメ：浅野真澄 / CD：丹下桜（WINKシリーズ）、釘宮理恵（A Legend of Vampire・decade）
原田梨紅の双子の妹。14歳。大助と梨紅とは同じクラス。梨紅とは対照的な少し高飛車で軽い性格。大助に告白をされたが、フってしまった。そしてその夜にダークをテレビで見て一目惚れをしてしまう。ダークと関わりを持つが、ダークが大助という事は知らない。姉の梨紅には対抗意識・ライバル心を抱いている様子。大助の事はいい友達と思っており、頼もしいとも言っている。料理があまり得意ではなく、ダークに渡すお弁当の予行演習として大助に味見してもらっている事がある（大助と梨紅が結ばれた後も頼んでいるようである）。ダークに会いたいがために予告のあった美術館に侵入したりしており、一度日渡に見つかった事がある。他のキャラと比べると日渡と接触することが多い。最初は尊大で得体の知れない日渡を嫌ってはいたが、後にダークと別の意味で好意を抱き始める。
ダークとの最後のデートでアージェンタインに誘拐されるが、大助（ダーク）と日渡により救出される。
冴原剛（さえはら たけし）
声 - アニメ：白石稔、幼少時：小林由美子 / CD：高木渉
本作の狂言回し的なポジション。ツッコミ役も兼任する。14歳。暑苦しい上にマイペースな性格。大助の4歳からの幼馴染で友人。本人曰く、10年来の大親友。母親が仕事でしょっちゅう家を空けている（TVアニメ版では死去という設定）ために実質父親と二人暮らしをしており、そのため料理が上手い。なお父親はダークを追いかけている警察官であり、そのためマスコミよりも早くダークの情報を仕入れることもある。自称ジャーナリストで、色々なスクープなどを持ってきては周りを引っ掻き回す。なお、倉科瑪瑙の為にダークと戦ったりと行動力も持ち合わせている（本人もそのことを誇りに思っているのか、クラス中に言いふらして回った）ことや、学校行事の登山でクラスメイトのほとんどがばている中平然と歩くなど、運動能力に関しては極めて高いと思われる。ダークに負けず劣らず女好きで、瑪瑙とみおに惚れていたがいずれも玉砕している。下ネタを平気で言う程デリカシーに欠けている。
関本雅宏（せきもと まさひろ）
声 - アニメ：鈴木達央 / CD：尾形雅宏
大助のクラスメイト。14歳。本作では貴重なツッコミ役・良識人で、主に冴原の下ネタに釘を刺す。幼少時代の描写から彼らしき人物が大助・冴原と一緒に居たりするなど、2人とはその頃からの幼馴染であると思われる。冴原と行動を共にすることが多い。
鵜槁（うかわ）
声 - CD：高橋正也
大助の上級生の生徒会長。下の名前は不明。梨紅に惚れており、彼女に手を出そうとすることがあるが非常に嫌われている。卑劣な手段で梨紅を自分のものにしようとしたが大助（中身はダーク）に制裁される羽目になった。

### 美術品
永遠の標（とわのしるべ）
声 - 田中理恵
氷狩の美術品の1つ。通称トワちゃん。本人曰く「トワ」だけでは、おばあちゃんのようになってしまうので嫌らしい。98歳（自称「まだ100歳にも満たない小娘」）。興奮すると鳥に変身したりするが、鳥というと怒る時がある。
大助が修学旅行で訪れた孤島の灯台に飾られていた美術品で、探し物が得意。だが、美術品としての性質上、生まれてからずっと一人ぼっちだった。しかし、大助が自分に価値を見出してくれたため、きちんと自分を盗むという取引の形で、眠りの賢者に囚われたダークの救出に力を貸す。その後は丹羽家でメイドとして働いているが、事件が起きた際は探査能力を使って状況を探っている。ダークとは馬が合う。
ホラーやスプラッタが大好きだが、なぜかお化けは苦手な様子。また、ウィズと同じく水が苦手。笑子と同じく大の買い物好き（アニメ・ドラマCD）。
アニメでは終盤日渡の養父の暗躍によってウィズ共々石化してしまうが、ダークとクラッドの自己犠牲により元に戻った。
時の秒針（ときのびょうしん）
声 - 中嶋ミチヨ
氷狩の美術品の1つで、幻の美術品とまで言われた作品。童話・アイスアンドスノウにも登場する。時間を凍り付かせて止める力をもつ。フリーデルトと同一の存在となっている（この関係を大助は「自分とダークみたいに」と表現している）。
大助が描いた絵と偶然共鳴したことで彼であればフリーデルトをエリオットに会わせられると考え、大助を取り込み絵を描かせた。また共鳴した絵を新たな依代とすることで時間を稼ぐが、努力もむなしく寿命が尽きてしまう。だが最後の瞬間、日渡が時の楔を取り込ませたことでフリーデルトとエリオットの再会の願いを叶えた。
氷狩の手により封じられていた（死んでいた）と考えられていたが、実は残り少なくなった自らの時間を凍らせていただけであり、いつでも復活が可能だった。
別名｢時の番人」。
灰燐（アージェンタイン）
かなり末期に作られた、氷狩の美術品。制作者の手によって、既に廃棄処分済みになっていたはずだったが、完全に壊れてはいなかった。最高傑作である黒翼になり「心」を手に入れ、透きとおる影「クオリア」に心を与えることを目的としている。そのために梨紗を（梨紗がダーク（黒翼）にとって特別な存在であるため）攫った。追ってきたダークに勝負を仕掛けるが逆に敗北。クオリアが安置されていた場所で大助と話をし、「心」をクオリアにあげることが出来たと教えられて寿命を迎えた。本来は何かを直すという力しか持っていなかったが、クオリアに与えられた力で人に影響を及ぼす程度の力を持っていた。
寿命を迎え、住処にしていた塔も崩落したため今度こそ失われたと思われたが、崩落直前に日渡が回収したクオリアの破片をアージェンタインの中に生かすことで、｢別のモノ」として生まれ変わり生き長らえた。その際、日渡から｢物の修繕｣の役割を与えられたため、ダークが盗んだ美術品にくっついて丹羽家を訪れ、丹羽家にある美術品の修繕を行う。笑子の独断により普段は執事服を着ることで、丹羽家の一員として迎えられた（しかし、ダークやトワとの折り合いは良くない）。ヘビに変身することができる（ただし手足があるためどちらかというとヤモリ等に近い）。
なぜか梨紗が寝ている間に服を着せかえさせており、梨紗から「着せ替え趣味のド変態」といわれた。
名前は漢字で「灰燐」。廃棄処分となる以前は、何かを守護する役割を担っていたらしい。
クオリア〔Qualia〕
詳細不明の美術品。アージェンタインの基であるらしい。
製作者によって破壊されたが、アージェンタインによって直された。日渡が「本当の魔物」と呼ぶほどの力を持つが、心を持っていないためか自ら力は行使せず、アージェンタインに力を与えていた。制作者はクオリアに「悲しみ」を込めていたとされる。力の過剰放出（？）により失われる。
「透き通る影」とも呼ばれる。
インソムニア〔Insomnia〕
装飾目的で造られた氷狩の美術品。
巨大な扉の形をしており、扉を開いた中は鏡となっている。鏡にはダークの姿を捉えることができる。
古い美術品でかなり傷んでいるため、大助たちが校外学習で美術館を訪れた日の三日後に展示が終了され、処分される目算だった。破棄を回避するために大助と梨紗を取り込んだが、同時にその場にいた梨紅からは｢好きな美術品｣と言われたため取り込まなかった。
インソムニアの内部世界では、実在しない大助の友人｢羽住六斗」および大助でないダーク「ミュウト〔Mute〕」となって、大助たちの前に現れる。大助の大切なものを奪っていくことで大助本人に成り代わろうとしたが、日渡とダークの助言を受けた大助、梨紗により内部世界が崩壊。助けに来たダークに「偽物は偽物なんだよ」と吐き捨てられて逆上。大助と梨紗を再び捕えようとするも失敗し、二人を助けようとした（そしてインソムニア自身が手に入れようとしていた）梨紅が鏡面を砕いたことによって破壊された。日渡は見苦しい悪あがきをした挙句何人もの罪のない人間を被害に遭わせた彼に対して「望まなければ綺麗なままでいられたのに」と言っていた。
実はインソムニアはこれまでに何人もの人間を取り込んでおり、そのため「持ち主が行方不明になる」曰く付きの美術品だった。なお、インソムニアの制作者も行方不明となっている。

### 警察関係者
冴原（さえはら）
声 - アニメ：平松広和 / CD：麦人
冴原剛の父親で、ダークを追いかける警部。日渡の部下でもある。
家事全般は全て息子任せで、自分ではあまり出来ない。喫煙者。妻には頭が上がらないようである。
若くして自分より上の立場で現場を取り仕切っている日渡のことを、あまり快く想っていない模様。
倉持（くらもち）
声 - 池田勝
日渡親子と冴原の父の上司の警視庁長官。常に車椅子生活。アニメでは大樹との因縁があった。

### その他の登場人物
原田梨乃（はらだ りの）
声 - アニメ：岡村明美 / CD：小野涼子
原田姉妹の母親。原作では共に暮らしているが、アニメでは遠出しているらしい。梨紗がいなくなった際、不安になり泣き崩れた。
原田梨華（はらだ りか）
声 - 井上喜久子
原田姉妹の祖母。アニメでは、ダークが唯一愛した女性で、彼女もまた彼のことを深く愛していた。髪の毛をやさしくかきあげる仕草が魅特徴。いつか使命を全うしなくてはならないダークを想い、身を引く決意をした。ダークの回想のほかに、第10話では若き日のヴァンデンバーグのいた音楽ホールでも姿を見せている。第1話でダークはバルコニーで梨紗を見かけた際、彼女にそっくりな姿とその仕草に「嘘だろ!?」と、衝撃を隠せなかった。
フリーデルト
声 - 雪野五月
童話・アイスアンドスノウの主人公。童話では悲劇のヒロイン的な描写ではあるが、実際はとても明るく、ストレートな性格をしている。エリオットと恋仲である。彼を待ち続けるために「時間」が必要で、大助に、絵を描く事で寿命を延ばす事を依頼する。
エリオット
声 - 水島大宙
童話・アイスアンドスノウの主人公。領主の息子。フリーデルトとは相思相愛の仲。戦の最中、カイルの邪な願いにより時計の針のようなものに刺されて重体となったが、フリーデルトが時の秒針に祈ったことで命をとりとめた（この時フリーデルトはエリオットに自分の時間を与えたので死亡し、時の秒針と同一の存在となった）。その後フリーデルトの行為を知り、フリーデルトに時間を返すよう願い、彼女が彼に託した時の楔と呼ばれる剣で自身を貫き死亡。時の楔に彼の魂が宿った。
カイル・エンドイル
声 - 近藤孝行
童話・アイスアンドスノウの原作、アイスアンドダークの原作者。フリーデルトを狂おしいまでに想っているが彼女にあまり相手にされず、それゆえエリオットの破滅を願った。時の秒針との契約によりエリオットの命を奪った代償として、自身の時を管理される呪いを受けてしまい、自ら死を選ぶ事も叶わぬ身体になってしまった。そして物語の顛末を描いたアイスアンドダークを書き終える事で漸く呪いから解放され、2人の命を奪った悔恨の人生に終止符を討つべく自ら命を絶った。それまで様々な不幸に見舞われたようである。
倉科瑪瑙（くらしな めのう）
声 - 永島由子
大樹が14歳の頃に出会った少女。そのメノウという名前にちなみ、大樹は「AGATE LINKS」（エゲートリンクス）を盗み出したが、約束した日には死んでいた。そのとき大樹がそっと置いておいたエゲートリンクスの魔力に縛られ、長い年月、老いることもなく大樹を待ち続けた。美術館に寄贈されたエゲートリンクスを盗み出した大助を大樹と見間違え、幸せの中消えていった（なお、大樹が出した予告状はこのエゲートリンクスである）。
佐賀京二（さが けいじ）
声 - CD：鈴村健一
大助が通う中学校に潜入していた、芸能プロデューサー。原作のみの登場。関西弁をしゃべる。ダークが乗り移った大助の言動を見て、CM出演を依頼する。やり方は強引で、大助を誘拐したり、先に母親の了解を得たり、梨紅の写真をチラつかせたりすることが多い。その後も、一週間だけ転校して来て、大助たちの学園祭の劇をプロデュースしたりしている。 大助をダークだと疑っている。大助に対してセクハラまがいの発言を繰り返す。
野澤菜海（のざわ なみ）
声 - 長澤奈央
東野第二中学校の教師で大助たちのクラスの担任。眼鏡をかけている。生徒思いの優しい女性。
州崎由希（すざき ゆき）
声 - 小菅真美
アニメオリジナルキャラクターでテレビ番組のレポーター。主にダーク関連の話題を取り上げる。
甲斐有紀子（かい ゆきこ）
大助のクラスメイト。
彼女も梨紅同様にラクロス部に所属している模様。第5話では学校に自転車を忘れてしまった梨紅（実は梨紗の変装）に自転車を届けてくれた。
伊藤まなみ（いとう まなみ）
声 - 小菅真美
アニメオリジナルキャラクターで東野第二中学校の体育教師。
第14話で水泳の授業を担当していた。「シュシュッと」という独特な言い回しが印象的。
人工呼吸のライセンスを持っている日渡の手際のよさを「100点満点」と絶賛。
西村祐次（にしむら ゆうじ）
声 - 福島潤
大助のクラスメートで委員長。梨紅同様ダークが嫌いで、ダークに夢中な沢村と揉めている。実は沢村が好き。
船橋広樹（ふなばし ひろき）
声 - アニメ：櫻井孝宏、CD：高橋広樹
佐賀の部下。冷静な性格。マイペースで奇行の多い上司に制裁を加えることが多い。CM撮影中、大助と梨紅の仲を意外な形でつなぐことになる。さらに偶然にも大助がダークに変身する現場を目撃した。
原作での「アイスアンドスノウ」編では、佐賀と揃って東野第二中学校へ転入。舞台のプロデュースに協力すると同時に、大助の正体に探りを入れるようになった。実は大助の親戚で、終盤彼の行動の裏工作を務めていた。
石井真理（いしい まり）
声 - 門脇舞
アニメオリジナルキャラクター。大助のクラスメート。
福田律子（ふくだ りつこ）
声 - 小林沙苗
大助のクラスメートで原田姉妹の親友。面倒見が良く、気さくで友達思い。姉妹をフォローすることが多い。
沢村みゆき（さわむらみゆき）
声 - アニメ：黒河奈美、CD：伊藤舞子
大助のクラスメートで委員長。ダークに夢中で西村と揉めている。冴原からは西村と纏めて「村村コンビ」と呼ばれている。
坪内（つぼうち）
声 - 堀勝之祐
アニメオリジナルキャラクターで原田家の執事。原田姉妹の面倒を見ている。
加世田（かせだ）
声 - 松本大
東野第二中学校の家庭科教師。アニメオリジナルキャラクター。
体育会系の男性。キャベツの千切りを指導するときも「キャベツを刻むな！ビートを刻め!!」と独自の指導法を展開する。第25話では、妻と娘がいることが発覚した。
蒔枝千鶴子（まきえだ ちづこ）
声 - 太田淑子
原田家の親類の女性。
ふたりだけで家に遊びに来た、幼い頃の梨紅と梨紗に、クマとうさぎのぬいぐるみを贈ってくれた。
彼女は現在も東野町の旧市街に住んでいる。実はその家は大助の通学路の途中にあり、互い顔見知りである。遠くからでも彼のコンディションがわかるくらい、人のことをよく見ている。
TV局デスク
声 - 河相智哉
アニメオリジナルキャラクターで州崎の後輩の男性。
西沢美咲（にしざわ みさき）
声 - 井端珠里
アニメオリジナルキャラクター。ずっと昔、ある事故で亡くなってしまった少女。
しかし心は父親が彼女のことを描いた絵の中で生き続けていた。ユニコーンの力を借り、東野町の少女たちを絵の中の世界に連れ去っていた。氷狩の美術品ではないこの絵の中から現れたユニコーンは、彼女のパーティで友達と楽しい時間を過ごしたいという子供らしい無邪気な想いと、自分でも忘れるくらい長い間ひとりでいた孤独が生み出した存在の可能性が高い。
西沢画伯（にしざわ）
声 - 清川元夢
アニメオリジナルキャラクター。美咲の実父。
羽鳥綾香（はとり あやか）
声 - 篠原恵美
大助の上級生。
アニメオリジナルキャラクター。美人で大人っぽい雰囲気で、女生徒たちの憧れの存在。アドニスと短くも悲しい恋を繰り広げた。
アドニス
声 - 渡洋史
アニメオリジナルキャラクターで美術品「誓いの庭のアドニス」そのもの。
キスをすることで、女性の命を吸い上げ生きながらえてきた。危険な存在として、かつてダークが封印の儀式をほどこそうとしていたが、災害により中断。40年ぶりに海底から引き上げられた際綾香と出会い、本当の恋を知り、悲しい決断をする。ダークは彼の意思を否定も肯定もせず、ただ見守るだけであった。
澪（みお）
声 - 岡本嘉子
アニメオリジナルキャラクター。画材屋の主人の女性。
エーリッヒ・V・ヴァンデンバーグ〔Ehrlich von Vandembagu〕
声 - 若本規夫
アニメオリジナルキャラクター。高名な音楽家。故人。生前はよくバイオリンを弾いていた。大樹とは昔馴染み。呪いのバイオリンのせいで正気を失っていたが、大助とダークの活躍により正気に戻った。
ビアンカ・V・ヴァンデンバーグ〔Bianca von Vandembagu〕
声 - 有馬瑞香
アニメオリジナルキャラクター。ヴァンデンバーグの妹のピアニスト。大樹と昔馴染み。
突如兄を失い、深い悲しみに暮れる。かつて兄の身に起こった出来事、そして若き日の大樹との間にあった「約束」のことは彼女にも知りえない秘密であった。
兄との大切な思い出は、いつまでも変わることはない模様。
小田和沙（おだ かずさ）
声 - アニメ：小桜エツ子 / CD：小野涼子
アニメオリジナルキャラクター。
小田美津希（おだ みつき）
声 - アニメ：津村まこと / CD：小野涼子
アニメオリジナルキャラクター。
ムッシュ宮本（ムッシュ みやもと）
声 - 宮本駿一（本人）
アニメオリジナルキャラクター。大助のクラスメイトで音楽の名人。本名不明。舞台劇「アイスアンドスノウ」では音楽を担当。
体育の時間には大助を手伝っていた。のんびりした独特のしゃべり方をする。
井上桜（いのうえ さくら）
声 - アニメ：山口みなこ、CD：みなを
アニメオリジナルキャラクター。大助のクラスメイト。
初回から、各所で姿を見せていた。
舞台劇「アイスアンドスノウ」ではムッシュ宮本の手伝いをした。
丹羽大地（にわ だいち）
声 - 浅野真澄
アニメオリジナルキャラクター。大助と梨紅の未来の息子。

## 用語解説
丹羽家
大助のいる一族。江戸時代から続く怪盗家業の名家で、代々男子は14歳になったら（成人したら）怪盗家業を継ぐ運命にある。14歳になると、体内で伝説の大怪盗ダークが覚醒する（ただし、丹羽一族はダークが覚醒する以前より怪盗をしている）。
あるとき丹羽の祖先が、優れた美術品を生み続ける氷狩一族に目をつけ（魅せられ）、氷狩の美術品を集中的に狙うようになり氷狩一族と敵対する。氷狩が生み出し、丹羽が奪うこの繰り返しは一種の戦いでもあったが、一番に互いを認めてもいた。しかし、当時の氷狩の主だった人物の悲願にして最後の美術品、「黒翼」の完成の儀式の失敗で魔力が暴走、その場にいた丹羽の先祖に遺伝子異常の呪いとして降り掛かった。そして「黒翼」自体も二つの状態に切り離され、片方が丹羽に宿り「もう一人の自分」ダークとなった。それ以来、丹羽と氷狩は対をなしながら争い合う存在となっている。
一族の技術は全て、次期翼主に幼少の頃より教え込まれている。先代翼主は大助の祖父の丹羽大樹。
氷狩家
日渡のいる一族。ただし、最後の生き残りである怜が日渡警視長に養子として引き取られたため、氷狩一族の名は途絶えている。代々芸術家を営む一族であり、美術品に関しては天才的なセンスを持つ（怜は一度だけ見た大助の絵を、ダークが驚くほどの精度で書き直している。日渡曰く「贋作は訳ない」）。丹羽家と敵対している。
氷狩の祖は、元々しがない芸術家だったが自分の作品に狂気を帯びるほど入れ込んでいった。人々からは「妙な作品」、「生きているようだ」と賞賛されていた。そして、丹羽家の項で触れたように「黒翼」完成の儀式の失敗により、短命の呪いを受け「もう一人の自分」クラッドが宿った。
丹羽一族と同じように、一族の技術やこれまでに造られた物の過程などは全て次の世代に受け継がれている。日渡曰く「美術品なら生かすことも殺すことも出来る」。
美術品
本作で登場する美術品はほとんどが氷狩によって造られた美術品であり、ダークの仕事の標的になる。後述の文化改革により大半が失われ、市場に出回る事はほとんどない。ダークが盗む際は笑子が対象の選定を行うが、やや趣味が入っている場合もある（丹羽家の地下にはこれまでにダークが盗んできた美術品が大量に保管されている）。
氷狩の一部の美術品には、意思や力を持つ物がある。「眠りの賢者」、「永久の標」、「時の秒針」などがこれにあたり、それぞれが特有の能力を持つ。例として「眠りの賢者」は捕縛の力、「永久の標」は物を探す力など。二体一対の美術品などもあり、これらはそれぞれを別々にしておくと、引き合う力でトラブルを起こすとされる。ある行程を施された氷狩の美術品は、氷狩の一族を「造形主」と呼ぶ。
文化改革
物語開始以前に行われた大改革。美術品が危険と判断され、多くの物が火にかけられたり壊されたりした。そのため、文化改革以前の美術品は貴重であるとされる（日渡警視長はもう数点しか残っていないとしているが、氷狩の美術品の多さを考えるとやや矛盾する）。氷狩の美術品は特に危険であるとされていた。カイル・エンドイルの書き残したアイス・アンド・ダークはこの際大幅に加筆修正され、アイス・アンド・スノウという「安全な物語」として生まれ変わっている。物語が残酷、描写がリアル、美術品と魔法を関連づける記述が多かった等が理由として挙げられている。
聖なる乙女
丹羽一族の男子が好きになった女子のこと。大助の場合は原田姉妹（主に梨紗）である。
なお、「セイントティアーズ」という副題のついた同名の美術品があり、大助初めての獲物となった。

## 既刊一覧
漫画
- 杉崎ゆきる『D・N・ANGEL』角川書店→KADOKAWA〈あすかコミックス〉、全20巻
  1. 1997年11月13日発売、ISBN 4-04-924701-1
  2. 1998年12月14日発売、ISBN 4-04-924761-5
  3. 1999年8月19日発売、ISBN 4-04-924789-5
  4. 2000年7月17日発売、ISBN 4-04-924827-1
  5. 2001年2月17日発売、ISBN 4-04-924851-4
  6. 2002年1月17日発売、ISBN 4-04-924887-5
    - 「SPECIAL EDITION（オリジナルレアカード付き限定版）」2002年1月23日発売、ISBN 4-04-924899-9

  7. 2002年10月17日発売、ISBN 4-04-924917-0
    - 「SPECIAL EDITION（オリジナルコレクションカード付き限定版）」同日発売、ISBN 4-04-924899-9

  8. 2003年3月17日発売、ISBN 4-04-924940-5
  9. 2003年7月17日発売、ISBN 4-04-924940-5
  10. 2004年2月17日発売、ISBN 4-04-924962-6
  11. 2005年8月10日発売、ISBN 4-04-925010-1
  12. 2008年6月17日発売、ISBN 978-4-04-925060-2
  13. 2008年10月17日発売、ISBN 978-4-04-925063-3
  14. 2010年9月24日発売、ISBN 978-4-04-925074-9
  15. 2011年1月24日発売、ISBN 978-4-04-925076-3
  16. 2019年1月24日発売（※電子書籍のみ）
  17. 2019年7月24日発売（※電子書籍のみ）
  18. 2020年3月24日発売（※電子書籍のみ）
  19. 2021年6月24日発売（※電子書籍のみ）
  20. 2021年6月24日発売（※電子書籍のみ）

漫画（完全版）
- 杉崎ゆきる『D・N・ANGEL New Edition』KADOKAWA〈あすかコミックスDX〉、全10巻
  1. 2021年1月22日発売、ISBN 978-4-04-108065-8
  2. 2021年1月22日発売、ISBN 978-4-04-108064-1
  3. 2021年2月22日発売、ISBN 978-4-04-108066-5
  4. 2021年2月22日発売、ISBN 978-4-04-108067-2
  5. 2021年3月24日発売、ISBN 978-4-04-108068-9
  6. 2021年3月24日発売、ISBN 978-4-04-108069-6
  7. 2021年4月24日発売、ISBN 978-4-04-108070-2
  8. 2021年4月24日発売、ISBN 978-4-04-108071-9
  9. 2021年5月24日発売、ISBN 978-4-04-108072-6
  10. 2021年5月24日発売、ISBN 978-4-04-108073-3

画集
- 『D・N・ANGEL Illustrations FEDER』2003年06月26日発売、ISBN 4-04-853651-6

シールブック
- 『D・N・ANGEL シールブック』2004年07月30日発売、ISBN 4-04-853756-3

## 小説
岡崎純子 による小説版。角川ティーンズルビー文庫で刊行の後、新装版が角川ビーンズ文庫にて発売。全3巻。
1. 『D・N・ANGEL-人魚の涙』1999年9月発行、ISBN 4-04-438401-0
  - 新装版：2001年9月発行、ISBN 4-04-444901-5
2. 『D・N・ANGEL-雪の女王』2000年2月発行、ISBN 4-04-438402-9
  - 新装版：2001年9月発行、ISBN 4-04-444902-3
3. 『D・N・ANGEL-硝子の靴』2000年9月発行、ISBN 4-04-438403-7
  - 新装版：2001年9月発行、ISBN 4-04-438403-7

槇ありさ によるアニメの小説版。角川ビーンズ文庫。全2巻。
1. 『D・N・ANGEL―TV Animation Series/1st.』2003年7月発行、ISBN 4-04-447102-9
2. 『D・N・ANGEL―TV Animation Series 2nd.』2003年9月発行、ISBN 4-04-447103-7

## CDドラマ
- D・N・ANGEL WINK Drama Compact Disc（ドラマCD版キャスト、マリン・エンタテインメントから発売）
- # 「TARGET:SLEEPING BEAUTY」（1999年3月5日、バンダイ・ミュージックエンタテインメント。 2000年1月26日、マリン・エンタテインメント）
- # 「2nd TARGET:Love sick」（1999年11月17日）
- # 「3rd TARGET:Love pleasure」（1999年12月15日）
  - 『D・N・ANGEL』ヴォーカルCD『trilogy』（2000年5月24日。ドラマCD版キャストによるキャラクターソングCD。）
- CDブック「D.N.ANGEL〜A Legend of Vampire」（主にドラマCD版キャスト、2001年、角川書店、月刊ASUKA誌上通販限定）
- CDドラマ「D・N・ANGEL」（アニメ版キャスト、ビクターエンタテインメントから発売）
- # 「Cute」（2003年8月21日）
- # 「Sweet」（2003年10月1日）
- decade 〜Yukiru Sugisaki 10th Anniversary〜（2005年9月2日、ビクターエンタテインメント）
  - 杉崎ゆきるの10周年記念に発売された。女神候補生やラグーンエンジン、りぜるまいんのキャラクターが集合しドラマを繰り広げる。ここでは2人の大助とダークが存在し、一部の声は他の出演声優が兼ね役をしている。

## テレビアニメ
2003年4月から2003年9月までテレビ東京系列で放送された。ナレーションは池田政典。

### スタッフ
- 原作・スーパーバイザー - 杉崎ゆきる（角川書店あすかコミックス刊）
- 監督 - 羽原信義
- シリーズ構成 - 荒川稔久
- キャラクターデザイン - 山岡信一
- プロップデザイン - 森木靖泰
- 美術監督 - 海野よしみ
- 色彩設計 - 関本美津子
- 撮影監督 - 広瀬勝利
- 編集 - 伊藤潤一
- 音楽 - 長谷川智樹、江口貴勅
- 音響監督 - 鶴岡陽太
- プロデューサー - 紅谷佳和→瀧川治水、山西太平、伊藤敦、中村里美
- 制作協力 - KADOKAWA
- 製作 - テレビ東京、電通、XEBEC

### 主題歌
オープニングテーマ
「白夜〜True Light〜」（第2話 - 第25話）
作詞 - 酒井ミキオ / 作曲 - 山崎ますみ / 編曲 - 永井ルイ / 歌 - 宮本駿一
エンディングテーマ
「やさしい午後」（第2話 - 第12話）
作詞 - 山口みなこ / 作曲 - 松浦みつを / 編曲・歌 - みなを
リウンドプロデュース - 氷室マサユキ
「はじまりの日」（第13話 - 第23話、第25話）
作詞 - 山口みなこ / 作曲 - 松浦みつを / 編曲・歌 - みなを
リウンドプロデュース - 氷室マサユキ
「Caged Bird」（第24話）
作詞・作曲・歌・演奏 - 宮本駿一
「道標」（第26話）
作詞 - 酒井ミキオ / 作曲・編曲 - 長谷川智樹 / 歌 - 宮本駿一

### 各話リスト
| 話数     | サブタイトル               | 脚本     | 絵コンテ | 演出         | 作画監督                       | 放送日        |
| -------- | -------------------------- | -------- | -------- | ------------ | ------------------------------ | ------------- |
| STAGE 1  | 復活のダーク               | 荒川稔久 | 羽原信義 | 羽原信義     | 山岡信一                       | 2003年 4月3日 |
| STAGE 2  | よみがえる想い             | 荒川稔久 | 吉川浩司 | 吉川浩司     | 本橋秀之                       | 4月10日       |
| STAGE 3  | ユニコーンのささやき       | 荒川稔久 | 二瓶勇一 | 二瓶勇一     | 山本郷 たけだかずひさ          | 4月17日       |
| STAGE 4  | 光と闇の間に…              | 荒川稔久 | 羽原信義 | 高橋順       | 植田実                         | 4月24日       |
| STAGE 5  | ダブルクッキング           | 中弘子   | 開木菜織 | 広嶋秀樹     | おおのつとむ                   | 5月1日        |
| STAGE 6  | St.White Memories          | 翁妙子   | 吉川浩司 | うえだしげる | 立田眞一                       | 5月8日        |
| STAGE 7  | 誓いの庭のアドニス         | 村山桂   | 二瓶勇一 | 二瓶勇一     | 山本善哉                       | 5月15日       |
| STAGE 8  | 瑪瑙の予告状               | 桶谷顕   | 羽原信義 | 林有紀       | 本橋秀之                       | 5月22日       |
| STAGE 9  | ちいさな恋                 | 翁妙子   | 坂田純一 | 大槻敦史     | 平山英嗣                       | 5月29日       |
| STAGE 10 | ある音楽家の肖像           | 村山桂   | 二瓶勇一 | 二瓶勇一     | 堀たえ子                       | 6月5日        |
| STAGE 11 | 海神（ネプチューン）の神殿 | 中村寛之 | 開木菜織 | 広嶋秀樹     | おおのつとむ 山岡信一 堀たえ子 | 6月12日       |
| STAGE 12 | ルチルとともに…            | 桶谷顕   | 吉川浩司 | 吉川浩司     | 山本善哉                       | 6月19日       |
| STAGE 13 | 永遠（とわ）の標           | 翁妙子   | 西澤晋   | 林有紀       | 本橋秀之                       | 6月26日       |
| STAGE 14 | 新たなるライバル           | 荒川稔久 | 榎本明広 | 榎本明広     | 石川健朝                       | 7月3日        |
| STAGE 15 | バーベキューパニック       | 中弘子   | 大槻敦史 | 大槻敦史     | 立田眞一                       | 7月10日       |
| STAGE 16 | 見つけたよ                 | 桶谷顕   | 羽原信義 | 吉川浩司     | 平山英嗣                       | 7月17日       |
| STAGE 17 | ダークのいない夏           | 翁妙子   | 二瓶勇一 | 二瓶勇一     | 堀たえ子                       | 7月24日       |
| STAGE 18 | 星降る夜の二人             | 荒川稔久 | 西澤晋   | 林有紀       | 本橋秀之                       | 7月31日       |
| STAGE 19 | すてきなヒロイン           | 翁妙子   | 榎本明広 | 榎本明広     | 山本善哉                       | 8月7日        |
| STAGE 20 | 逢いたくて                 | 中弘子   | 後藤圭二 | 後藤圭二     | 門之園恵美                     | 8月14日       |
| STAGE 21 | 凍てついた呼び声           | 村山桂   | 吉川浩司 | 吉川浩司     | 立田眞一                       | 8月21日       |
| STAGE 22 | アイスアンドスノウ         | 荒川稔久 | 林有紀   | 林有紀       | 本橋秀之                       | 8月28日       |
| STAGE 23 | 時の秒針                   | 翁妙子   | 二瓶勇一 | 二瓶勇一     | 堀たえ子                       | 9月4日        |
| STAGE 24 | 心に雪が降る               | 村山桂   | 榎本明広 | 榎本明広     | 山本善哉 立田眞一              | 9月11日       |
| STAGE 25 | 黒翼                       | 荒川稔久 | 羽原信義 | 大槻敦史     | 平山英嗣                       | 9月18日       |
| STAGE 26 | 永遠のダーク               | 荒川稔久 | 羽原信義 | 羽原信義     | 山岡信一                       | 9月25日       |

### 放送局
| 放送地域       | 放送局         | 放送期間               | 放送日時           | 放送系列       | 備考       |
| -------------- | -------------- | ---------------------- | ------------------ | -------------- | ---------- |
| 関東広域圏     | テレビ東京     | 2003年4月3日 - 9月25日 | 木曜 18:30 - 19:00 | テレビ東京系列 | 制作局     |
| 大阪府         | テレビ大阪     | 2003年4月3日 - 9月25日 | 木曜 18:30 - 19:00 | テレビ東京系列 | 同時ネット |
| 愛知県         | テレビ愛知     | 2003年4月3日 - 9月25日 | 木曜 18:30 - 19:00 | テレビ東京系列 | 同時ネット |
| 福岡県         | TVQ九州放送    | 2003年4月3日 - 9月25日 | 木曜 18:30 - 19:00 | テレビ東京系列 | 同時ネット |
| 北海道         | テレビ北海道   | 2003年4月3日 - 9月25日 | 木曜 18:30 - 19:00 | テレビ東京系列 | 同時ネット |
| 岡山県・香川県 | テレビせとうち | 2003年4月3日 - 9月25日 | 木曜 18:30 - 19:00 | テレビ東京系列 | 同時ネット |
| 岐阜県         | 岐阜放送       |                        |                    | 独立UHF局      |            |
| 日本全域       | BSジャパン     |                        |                    | BS放送         |            |

## ラジオ

### 入野自由と宮本駿一のBOY'S ANGEL
入野自由と宮本駿一（現Shunn）がパーソナリティを務めていたインターネットラジオ。2003年4月30日から9月25日まで配信。全7回。
コーナー
宮本くん、声優化計画
入野くん、怪盗化計画
ゲスト
- 置鮎龍太郎（#6、入野くん、怪盗化計画の提案から）
- 田中理恵（#7、入野くん、怪盗化計画の提案から。スタジオ録音のみ）

### decade on NET ver Asuka 〜ラジオD・N・ANGEL〜
入野自由と石田彰が務める、杉崎ゆきる十周年企画ラジオ。ゲストは無かったが、第2回目に羽原信義。第6回目に中山さらからのメールが届いている。2005年6月22日から9月7日まで配信。全7回。
コーナー
DNAが止まらない
恋愛の法則

## ゲーム
- D・N・ANGEL TV Animation Series
〜紅の翼〜
  - 2003年9月25日にタカラより発売されたPlayStation 2用ソフト。